# Strażnica WOP Posłusze
Strażnica WOP Posłusze – podstawowy pododdział graniczny Wojsk Ochrony Pogranicza.

## Formowanie i zmiany organizacyjne
Strażnica została sformowana w 1945 w strukturze 23 komendy odcinka Bartoszyce jako 111 strażnica WOP (Poschlosen) o stanie 56 żołnierzy. Kierownictwo strażnicy stanowili: komendant strażnicy, zastępca komendanta do spraw polityczno-wychowawczych i zastępca do spraw zwiadu. Strażnica składała się z dwóch drużyn strzeleckich, drużyny fizylierów, drużyny łączności i gospodarczej. Etat przewidywał także instruktora do tresury psów służbowych oraz instruktora sanitarnego.
W maju 1952 strażnica została rozformowana, a jej odcinek przejęły strażnice 110 i 112.

## Ochrona granicy
Wydarzenia:
22 grudnia 1945 żołnierze strażnicy zatrzymali 2 przestępców granicznych idących z ZSRR do Polski.
Strażnice sąsiednie:
110 strażnica WOP Warschkeiten ⇔ 112 strażnica WOP Schenbruch – 1946

## Dowódcy strażnicy
- por. Robert Bertold (był 10.1946)[a].
- chor. Kazimierz Zapolski (był w 1951)